# Mahamat Idriss
Mahamat Idriss (arabisch ماهامات ايدريس; * 17. Juli 1942 in Fort-Lamy, Französisch-Äquatorialafrika als Koundja Ouya; † 3. Oktober 1987) war ein tschadischer Hochspringer.

## Karriere
Vor der Unabhängigkeit des Tschad am 11. August 1960 trat er in Leichtathletikwettkämpfen für Frankreich an. Er gewann die französische Meisterschaft im Hochsprung 1960 und 1961. Er wurde Zwölfter bei den Olympischen Sommerspielen 1960 für Frankreich.
Für den Tschad kam er bei den Olympischen Sommerspielen 1964 im Hochsprung auf den neunten Platz. Das ist bis heute der nationale Rekord des Tschad bei den Olympischen Spielen. In den Track and Field News wurde Idriss 1961 auf Platz neun, 1964 auf Platz zehn und 1966 auf Platz acht eingestuft. Bei den Olympischen Sommerspielen 1968 gelang ihm keine Finalqualifikation.
Seine persönliche Bestleistung war 2,17 m im April 1966 in Fort-Lamy. Das ist bis heute der nationale Rekord. Der Wert wurde jedoch 1993 und 1996 von Paul Ngadjadoum und Mathias Ngadjadoum ebenfalls erreicht.